# Torre de la Fama

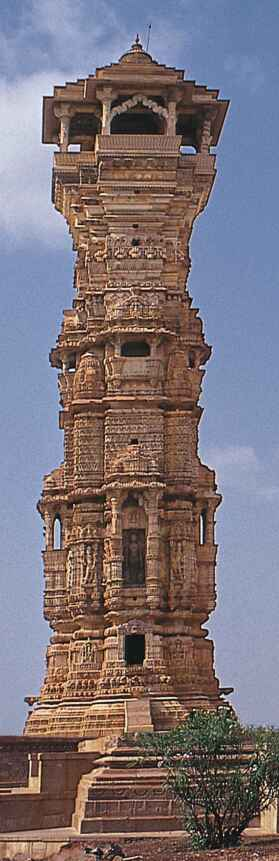
Kirti Stambha.

La torre de la Fama (en hindi: कीर्ति स्तम्भ, Kirti Stambh) es un digambara (‘desnudo’, o literalmente ‘vestido con las direcciones’) de 22 m de altura. Fue construido en el siglo XII, durante el periodo solanki, en el complejo militar del fuerte Chittorgarh, en el noroeste de la India.
La torre fue construida con el patrocinio de un mercader jaina bajo el reinado de Rawal Kumar Singh (entre 1179-1191) para la gloria de la religión yaina y tiene en su interior una gran estatua de Rishabha (también llamado Adinath), el primer tirthankar (‘santo’) yaina. La columna es una manastambha al modo de las que se encuentran en numerosos templos jainas.
Está decorada con un intrincado entramado de estatuas de santos yainas desnudos, en nichos y salientes.